# Nhà Khwarezm-Shah
Đế quốc Khwarezm, cũng được gọi là Nhà Khwarezm Shah, Vương quốc Hoa Lạt Tử Mô là một triều đại do những chiến binh Mamluk người Turk ở Ba Tư, thuộc hệ phái Sunni của đạo Hồi, cai trị với tư cách là chư hầu của nhà Đại Seljuk ban đầu, đến thế kỷ 11 thì độc lập. Đế quốc Khwarazmia tồn tại cho tới khi bị quân Mông Cổ xâm lược năm 1220. Triều đại này đã được sáng lập bởi Anush Tigin Garchai, một nô lệ của các hoàng đế nhà Seljuk, trở thành tỉnh trưởng Khwarezm. Con trai ông, Qutb ud-Din Muhammad I, trở thành vị hoàng đế đầu tiên của người Khwarezm.

## Các hoàng đế nhà Khwarezm Shah

### Nhà Ma'munid
- Abu Ali Mamun I 992-997
- Abu al-Hasan Ali 997-1009
- Abu al-Abbas Mamun II 1009-1017
- Muhammad 1017

### Nhà Altuntashid
- Altun Tash 1017-1032
- Harun 1032-1034
- Ismail Khandan 1034-1041

### Không triều đại
- Shah Malik 1041-1042

### Anushtiginid
- Anush Tigin Garchai 1077-1097

### Không triều đại
- Ekinchi 1097

### Anushtiginid
- Qutb ad-Din Muhammad I 1097-1127
- Ala ad-Din Aziz 1127-1156
- Il-Arslan 1056-1172
- Sultan Shah 1172-1193
- Ala ad-Din Tekish 1172-1200
- Ala ad-Din Muhammad II 1200-1220
- Jalal ad-Din Mingburnu 1220-1231